# Elezioni parlamentari in Guyana del 2015
Le elezioni parlamentari in Guyana del 2015 si tennero l'11 maggio per il rinnovo dell'Assemblea nazionale. A seguito dell'esito elettorale, David Arthur Granger è stato eletto Presidente, mentre Moses Nagamootoo è divenuto Primo ministro.

## Risultati
| Liste                           | Voti    | %     | Seggi |
| ------------------------------- | ------- | ----- | ----- |
| ANPU (PNC) - AFC                | 207 201 | 50,30 | 33    |
| Partito Progressista del Popolo | 202 656 | 49,19 | 32    |
| La Forza Unita                  | 1 099   | 0,27  | –     |
| Partito Repubblicano Unito      | 418     | 0,10  | –     |
| Partito Indipendente            | 342     | 0,08  | –     |
| Partito Indipendente Nazionale  | 254     | 0,06  | –     |
| Totale                          | 411 970 | 100   | 65    |